# Akundum
AKUNDUM foi criado pelo cantor e compositor Mongol. Era formada pelo próprio Mongol (voz, guitarra e teclados), Marcelo Pimenta (baixo), Deusete Maranhão (teclados), Gláucio Ayala (bateria), Ludmila (vocal) e os bailarinos Giovanna Albuquerque, Márcio Machado e Júnia de Moraes.

Chegou ao sucesso com o hit "Emaconhada", primeira faixa do álbum Akundum de 1996. Um laboratório onde o artista misturava elementos do reggae com diversos ritmos brasileiros. Mongol gravou sucessos nacionais e musicas autorais que acabaram se tornando grandes hits, como Emaconhada.   
Na letra da música o autor questionava se era reggae ou baião. Emaconhada caiu no gosto popular e fez o AKUNDUM ganhar Disco de Ouro em 1997 para a banda Akundum disco de ouro com mais de 100 mil cópias vendidas. Mongol esteve em Miami, onde compôs e gravou em parceria com a banda de reggae jamaicana Inner Circle. O clipe da música Qualé, que teve a participação dos bads boys, seguiu os mesmos passos de Emaconhada fazendo muito sucesso na MTV. Os shows levavam multidões, tendo atingido a média de 60 mil pessoas na feira agropecuária de Goiânia.  

## Músicas
- Emaconhada
- Reggae Da Policia
- Qual É?
- Preguiça
- Reggae Night
- Madalena
- Reggay
- Hava
- Mimar Você
- Trem Parador
- Minha Preta
- Disk Sexo
- Bailarina
- Rosa De Hiroshima